# Michel de Rovira
 (mai 2025).
Motif : Notoriété au delà de la marque Michel et Augustin?
- Archive Wikiwix
- Bing
- Cairn
- DuckDuckGo
- E. Universalis
- Gallica
- Google
- G. Books
- G. News
- G. Scholar
- Persée
- Qwant
- (zh) Baidu
- (ru) Yandex
- (wd) trouver des œuvres sur Wikidata

| 1. | Préciser le motif de la pose du bandeau. | Précisez le motif de la pose du bandeau en utilisant la syntaxe suivante : {{admissibilité à vérifier\|date=mai 2025\|motif=remplacez ce texte par le motif}}                         |
| 2. | Informer les utilisateurs concernés.     | Pensez à avertir le créateur de l'article, par exemple, en insérant le code ci-dessous sur sa page de discussion : {{subst:avertissement admissibilité à vérifier\|Michel de Rovira}} |

Michel de Rovira, né le 27 décembre 1975 à Paris (Île-de-France), est un entrepreneur français. Il est le cofondateur du la société agroalimentaire Michel et Augustin aux côtés d'Augustin Paluel-Marmont.

## Biographie

### Jeunesse et études
Il étudie au lycée Saint-Louis-de-Gonzague, où il rencontre son futur associé Augustin Paluel-Marmont. Il étudie un an en classe préparatoire avant d'intégrer l'ESCP Europe. Il obtient un un MBA de l'INSEAD en 2004,. Il est également titulaire d'un CAP de pâtissier,.

### Parcours professionnel
Michel de Rovira commence sa carrière comme analyste au Crédit lyonnais en 1998 à New York,. Entre 2000 et 2003, il est consultant chez LEK Consulting à Paris puis à Boston,.
Il travaille actuellement au sein du fonds d'investissement Creadev.

### Parcours entrepreneurial
Michel de Rovira et Augustin Paluel-Marmont fondent en 2004 le groupe Michel et Augustin. Initialement, la marque commercialise des biscuits, puis à partir de 2006, elle étend sa gamme de produits. En 2015, ils signent un contrat avec Starbucks pour commencer à répandre leurs activités aux États-Unis. En 2019, ils cèdent la société au groupe Danone.

## Décorations
Il a reçu en 2014 la médaille de l'Ordre national du Mérite.